# Girobicúpula pentagonal elongada
En geometría, la bicúpula pentagonal elongada es uno de los sólidos de Johnson (J39). Como sugiere su nombre, puede construirse elongando una girobicúpula pentagonal (J31) insertando un prisma decagonal entre sus mitades congruentes. Al rotar una de las cúpulas pentagonales (J5) 36 grados respecto de la otra antes de insertar el prisma, se obtiene una ortobicúpula pentagonal elongada (J38).
Los 92 sólidos de Johnson fueron nombrados y descritos por Norman Johnson en 1966.